# مولهاوزن ۱۰۷۴۶
سیارک ۱۰۷۴۶ (به انگلیسی: 10746 Muhlhausen، نامگذاری:1989CE6) ده هزار و هفتصد و چهل و ششمین سیارک کشف شده‌است که در ۱۰ فوریه ۱۹۸۹ کشف شد.
قدر مطلق سیارک برابر ۱۳٫۳۰ است.